# Jürgen Gaulocher
Jürgen Gaulocher (* 1966 im Ostalbkreis; † 1998 in Wien) war ein deutscher Künstler.

## Leben und Werk
Gaulocher war zumindest an vier Theaterproduktionen beteiligt, einmal als Ausstatter, dreimal als Kostümbildner. 1997 war er mit Alexander Lintl für die Ausstattung der Hall of Hair beim Life Ball in Wiener Rathaus verantwortlich. Im selben Jahr war er auch am Dreh des einzigen Ostbahn-Kurti-Kinofilms Blutrausch, inszeniert von Thomas Roth, beteiligt.
Im Jahr 1998 starb er durch Suizid. Bestattet wurde er auf dem Dreifaltigkeitsfriedhof von Schwäbisch Gmünd. In diesem Grab liegt auch seine Mutter, Elsa Gaulocher (verstorben 2008).
Erst postum wurden seine Gemälde, Öl auf Leinwand, einer breiteren Öffentlichkeit durch Ausstellungen bekannt. Die Lambda-Nachrichten schrieben über die Ausstellung von 2005: „Die unter dem Thema Lust zusammengefasste Retrospektive zeigt Bilder, auf denen unterschiedliche ‚Klischee-Schwule‘, wie der Lederschwule, der Cowboy, der Matrose dargestellt werden. Die Porträtierten sind meist nicht statisch abgebildet, sondern vollziehen Aktionen innerhalb eines Bildes.“

## Arbeiten am Theater
- 1993: Ausstatter (gemeinsam mit Andreas Mathes) für H.J. kommt! von Thomas Baum, Theater Phönix Linz
- 1996: Kostümbildner für Die Ritter der Tafelrunde von Christoph Hein, Bregenzer Festspiele, eine Koproduktion mit dem Max Reinhardt Seminar Wien
- 1997: Kostümbildner für Maschinist Hopkins von Max Brand, Neue Oper Wien
- 1997: Kostümbildner für Nixon in China von John Adams, Neue Oper Wien

## Ausstellungen
- 1998: In memoriam, Café Berg, Wien
- 2005: Lust, eine Retrospektive im Cafe Willendorf[3]